# Idioma umbro
El idioma umbro o umbrio era una lengua itálica, perteneciente al grupo de las lenguas osco-umbras. Fue hablada antiguamente por los umbros, un pueblo que habitaba la región italiana ubicada en la orilla occidental del Tíber, en la parte centro-septentrional de la península itálica.
Actualmente, el término «umbro» es utilizado para referirse a un dialecto regional del grupo italiano central hablado en la actual región de Umbría, que geográficamente ocupa solo una porción de la Antigua Umbría. Este dialecto actual es muy diferente al idioma umbro.

## Alfabeto
El umbro se escribió en dos alfabetos. El más antiguo, es el alfabeto umbro, al igual que otras escrituras en las lenguas itálicas antiguas, se deriva del alfabeto etrusco y se escribe de derecha a izquierda. Las inscripciones más recientes estaban escritas en alfabeto latino. Los textos a veces se distinguen en umbro antiguo y umbro moderno. Las diferencias son principalmente de pronunciación y ortográficas.

## Descripción lingüística

### Fonología
El inventario consonántico del umbro viene dado por:
|                 | labial | alveolar | palato- alveolar | retrofleja | velar | lab.-vel. | glotal |
| --------------- | ------ | -------- | ---------------- | ---------- | ----- | --------- | ------ |
| Oclusiva sorda  | p      | t        |                  |            | k     |           |        |
| Oclusiva sonora | b      | d        |                  |            | g     |           |        |
| Fricativa       | f      | s        | š                | ʐ          |       |           | h      |
| Nasal           | m      | n        |                  |            |       |           |        |
| Sonante         | (w)    | r, l     | j                |            |       | w         |        |

El inventario vocálico reconstruido constaría de los siguientes elementos:
|              | Breve   | Breve     | Breve    | Larga    | Larga     | Larga    |
| ------------ | ------- | --------- | -------- | -------- | --------- | -------- |
| anterior     | central | posterior | anterior | central  | posterior |          |
| Cerradas     | i       |           | u        | iː (= ī) |           | uː (= ū) |
| Semicerradas | e       |           | o        | eː (= ē) |           | oː (= ō) |
| Semiabiertas | ɛ       |           | ɔ        | ɛː       |           | oː (= ō) |
| Abiertas     |         | a         |          |          | aː        |          |

### Comparación con otras lenguas itálicas
- PIE *tn pasa al latín como nn y a kn en umbro: *h2et-no > proto-itálico *atno > latín annus = osco acenei = umbro acnu 'año'.
- PIE *bht > *pt se conserva en latín y resulta aspirado en umbro: *skreibh-to: proto-itálico *scriptos > latín scriptus / osco scriftas / umbro screhto, *nebh-tu-nos > proto-itálico *nebtuns > latín neptunus = umbro nehtuf.
- PIE *h2eg-i-to: proto-itálico *agitod > latín agito / osco actud / umbro aitu
- Rotacismo de la -d- intervocálica: proto-itálico *pezdis > latín pedis / umbro persi 'pie', proto-itálico *kalezdos > latín calidus / umbro calersu 'cálido', latín capidis / umbro capirse 'cuenco'.
- Como en latín y a diferencia del osco rotacismo de la siblante intervocálica: gen. pl. latín -arum, osco -azum, umbro -arum. Latín y umbro flora / osco fluusa.
- Monoptongación de todos los diptongos en cualquier posición: PIE *preh2i > proto-itálico *prai > latín prae = osco praí = umbro pre, proto-itálico *aute > latín aut = osco avt = umbro ote
- Palatalización de -k- ante -e-, -i- como s: PIE *kert-s-nh2i > proto-itálico *kertsna > latín cena = osco kersna = umbro sesna, = proto-itálico *fakio > latín facio, umbro = façiu, osco facum
- Perdida de la -l- inicial: PIE y proto-itálico *lowkos > latín lucus = umbro vuku, proto-itálico *louderos > latín liberis = osco lovfreis = umbro vufru

### Comparación con el latín
1. Vocales
- ă, que en posición final se transforma en [ɔ]
- ĕ, se transforma en [i] (ej. quid se convierte en piri)
- i, se transforma en [i] (ej: en umbro etu; en latín ito)
- i, se transforma en [ĕ] (ej: en umbro farsio; en latín farrea)
- u, pasa a [ō], [o], [u] (ej: en umbro estu; en latín esto)
- ɛ, pasa a [ae] (ej: en umbro kvestur, en latín quaestor)
- e, la e larga se transforma en [o] (ej: en umbro pople, en latín populo)
- o y u, equivalen al diptongo [au] (ej: en umbro toru, en latín taurus, en umbro uhtur, en latín auctor)

Otra diferencia es que el umbro cierra [o], prefiriendo el sonido [u] y la existencia de palabras más cortas, por ejemplo en umbro ustentu, en latín ostendito.
2. Consonantes
- ř, el sonido [rs] se transforma en [l] en medio de palabra (ej: en umbro fameřiās, en latín familias)
- f, pasa a [ns] (ej: en umbro mefa, en latín mensam)
- n, pasa a [ndi] (ej: en umbro antentu, en latín intendito)
- ht, pasa a [ct] (ej: en umbro frehtu, en latín frictum)

## Comparación léxica
| Transliteralización        |
| -------------------------- |
| Ahal truttis dunum dede.   |
| Ahala tractis donum dedit. |
| El trato Ahala dio el don. |

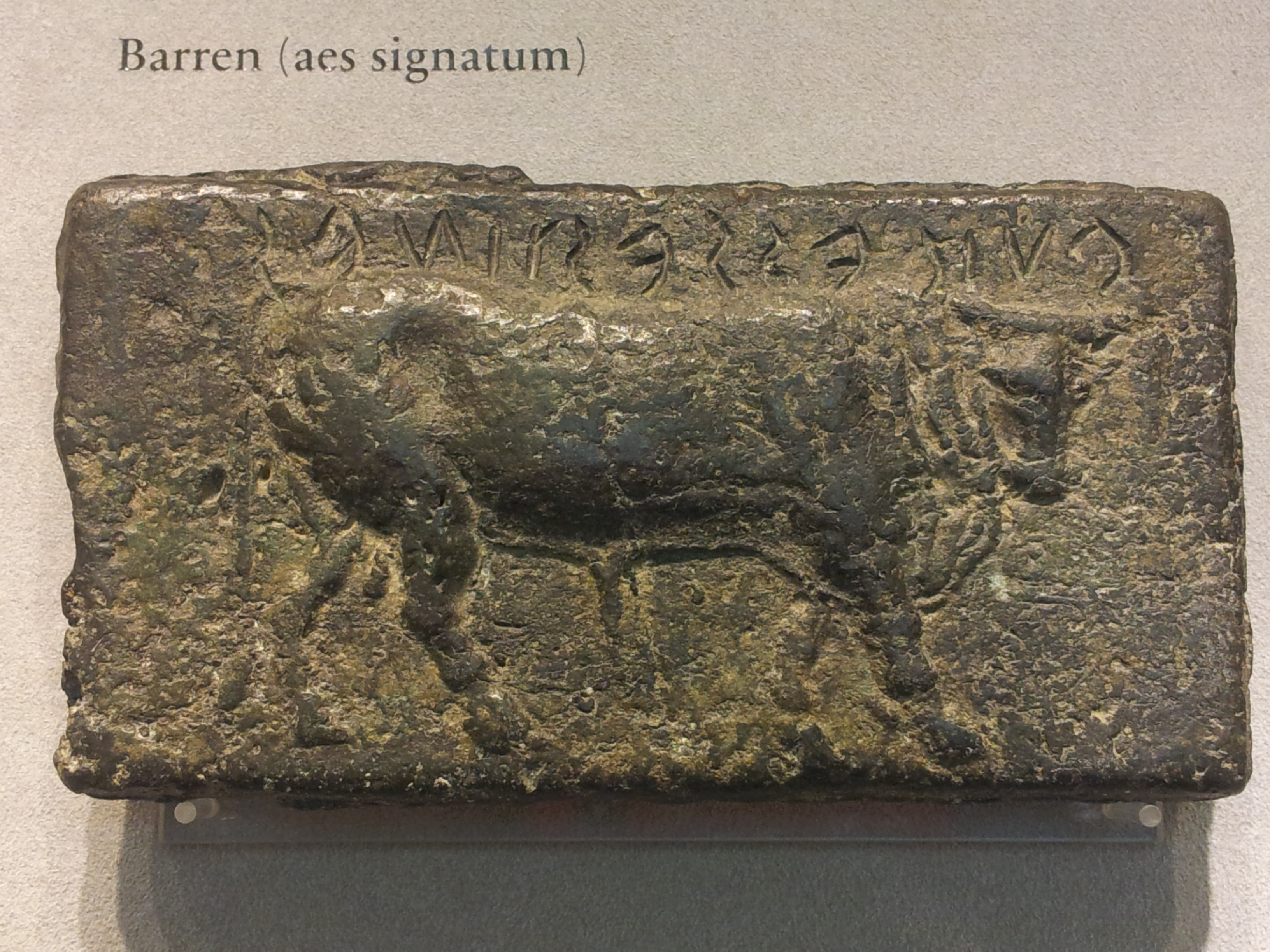
Inscripción umbra breve.

Una lista de palabras umbras comparadas con el latín que reflejan su evolución desde el protoitálico.
| GLOSA                | Protoitálico | Latín      | Umbro     |
| -------------------- | ------------ | ---------- | --------- |
| 'actuar'             | *agō         | agō        | agu       |
| 'otro'               | *alter       | alter      | etre      |
| 'blanco'             | *albos       | albus      | alfu      |
| 'año'                | *atnos       | annus      | acnu      |
| 'y, y también'       | *adkʷe       | atque      | ape       |
| 'aves'               | *awēs        | avēs       | aves      |
| 'árbitro, arbitrado' | *adbetrātos  | arbitrātus | ařputrati |
| 'o'                  | *awte        | aut        | ote       |
| 'bueno'              | *duenos      | bonus      | foner     |
| 'cabra'              | *kaprā       | capra      | cabru     |
| 'cena'               | *kertsnā     | cena       | sesna     |
| 'cuenco'             | *kapizdis    | capidis    | capirse   |
| 'cálido'             | *kalezdos    | calidus    | calersu   |
| 'cachorro'           | *katelos     | catulus    | catel     |
| 'con'                | *kom         | cum        | cum       |
| 'curado'             | *koirātom    | cūrātum    | kuratu    |
| 'donde'              | *kʷuðʰei     | ubi        | pufe      |
| 'como'               | kutei        | ut         | puse      |
| 'regalo, don'        | *dōnom       | dōnum      | dunum     |
| 'yo'                 | egō          | egō        | eho       |
| 'emitir'             | *ēmāntor     | *ēmāntur   | emantur   |
| 'y'                  | *ete         | et         | et        |
| 'es'                 | *este        | est        | est       |
| 'tengo'              | *xaβēō       | habēō      | habeu     |
| 'del hombre'         | *xemonos     | hominis    | homonus   |
| 'debajo'             | *xenðrā      | īnfrā      | hondra    |
| 'hago'               | *fakjō       | faciō      | faciu     |
| 'trigo'              | *far         | far        | far       |
| 'hijo'               | *feilios     | fīlius     | feliuf    |
| 'lleva'              | *fertod      | fertō      | fertu     |
| 'flora'              | *flōsa       | flōra      | flora     |
| 'hermano'            | *frātēr      | frāter     | frater    |
| 'foro'               | *fworom      | forum      | furu      |
| 'entre'              | *enter       | inter      | anter     |
| 'entender'           | *entenditod  | intendito  | antentu   |
| 'él, ese'            | *is(e)       | is         | ere       |
| 'juego'              | *iukos       | iocus      | iuku      |
| 'lápida'             | *lapezdis    | lapidis    | vapeře    |
| 'vasto, amplio'      | *latua       | lata       | vatuva    |
| 'libre'              | *lowderom    | liberum    | vufru     |
| 'bosque'             | *lowkos      | lūcus      | vuku      |
| 'a la mano'          | *manui       | manu       | manuve    |
| 'molido'             | *meletom     | molitum    | maletu    |
| 'me'                 | *mego        | mē         | mehe      |
| 'nombre'             | *nōmen       | nōmen      | nomen     |
| 'negro'              | *nigrom      | nigrum     | niru      |
| 'tácito'             | *takēns      | tacēns     | tases     |
| 'nuevo'              | *nowos       | novus      | nuvis     |
| 'optado'             | *opito       | optāto     | upetu     |
| 'exponer, ostentar'  | *ostenditod  | ostendito  | ustentu   |
| 'olido'              | *odetom      | oletum     | uřetu     |
| 'cuando'             | *kʷande      | quandō     | ponne     |
| 'y'                  | *kʷe         | que        | pe        |
| 'que'                | *kʷoi        | quī        | poi       |
| 'qué'                | *kʷid        | quid       | piři      |
| 'quien'              | *kʷis        | quis       | pisi      |
| 'porque'             | *kʷod        | quod       | puře      |
| 'cuanto'             | *kʷantam     | quantam    | panta     |
| 'casi'               | *kʷasei      | quasi      | pusei     |
| 'de la paz'          | *pākis       | pācis      | pacer     |
| 'pie'                | *pezdis      | pēdis      | persi     |
| 'pecado'             | *petketom    | peccātum   | pesetom   |
| 'después'            | *posti       | post       | posti     |
| 'puerta' (acus.)     | *portam      | portam     | pertom    |
| 'antes'              | *prai        | prae       | pre       |
| 'primero'            | *premom      | prīmum     | promom    |
| 'rojo'               | *ruðrom      | rubrum     | rufru     |
| 'salvo'              | *salwos      | salvus     | saluo     |
| 'sal'                | *sāls        | sāl        | salu      |
| 'sede'               | *sedis       | sedis      | sersi     |
| 'si'                 | *swei        | sī         | sve       |
| 'escrito'            | *skreiptos   | scrīptus   | screhto   |
| 'sobre'              | *suprad      | suprā      | subra     |
| 'estoy'              | *staēō       | stō        | stahu     |
| 'cáliz'              | *skalikse    | calix      | scalseto  |
| 'paso'               | *spansom     | passum     | spafu     |
| 'terminar'           | *termenātos  | terminātus | termenats |
| 'tanto'              | *etantos     | tantus     | etantus   |
| 'traba, viga'        | *trebs       | trabs      | trebe     |
| 'tras'               | *trānts      | trāns      | traf      |
| 'toro'               | *tawros      | taurus     | turuf     |
| 'tabla'              | *tabela      | tabula     | tafle     |
| 'monte'              | *okris       | ocris      | ocre      |
| 'vagado'             | *waketom     | vacātum    | uasetom   |
| 'vienes'             | *gʷenis      | venis      | benus     |
| 'venido'             | *gʷenetom    | ventum     | benosu    |
| 'verdadero'          | *gʷēros      | vērus      | berus     |
| 'camino, vía'        | *wijā        | via        | via       |
| 'vino'               | *wīnos       | vīnus      | vinu      |

## Tablas eugubinas

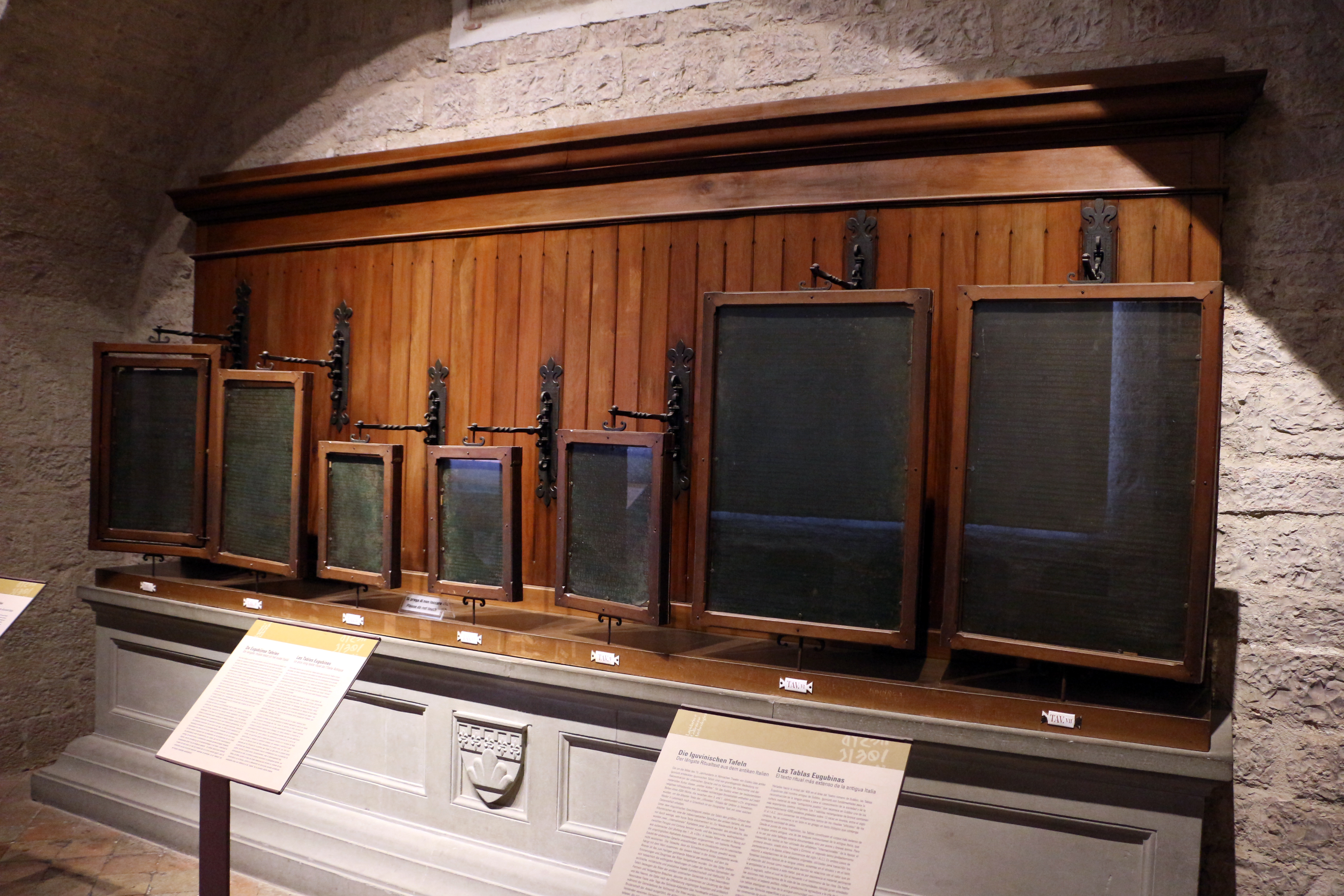
Tablas eugubinas.

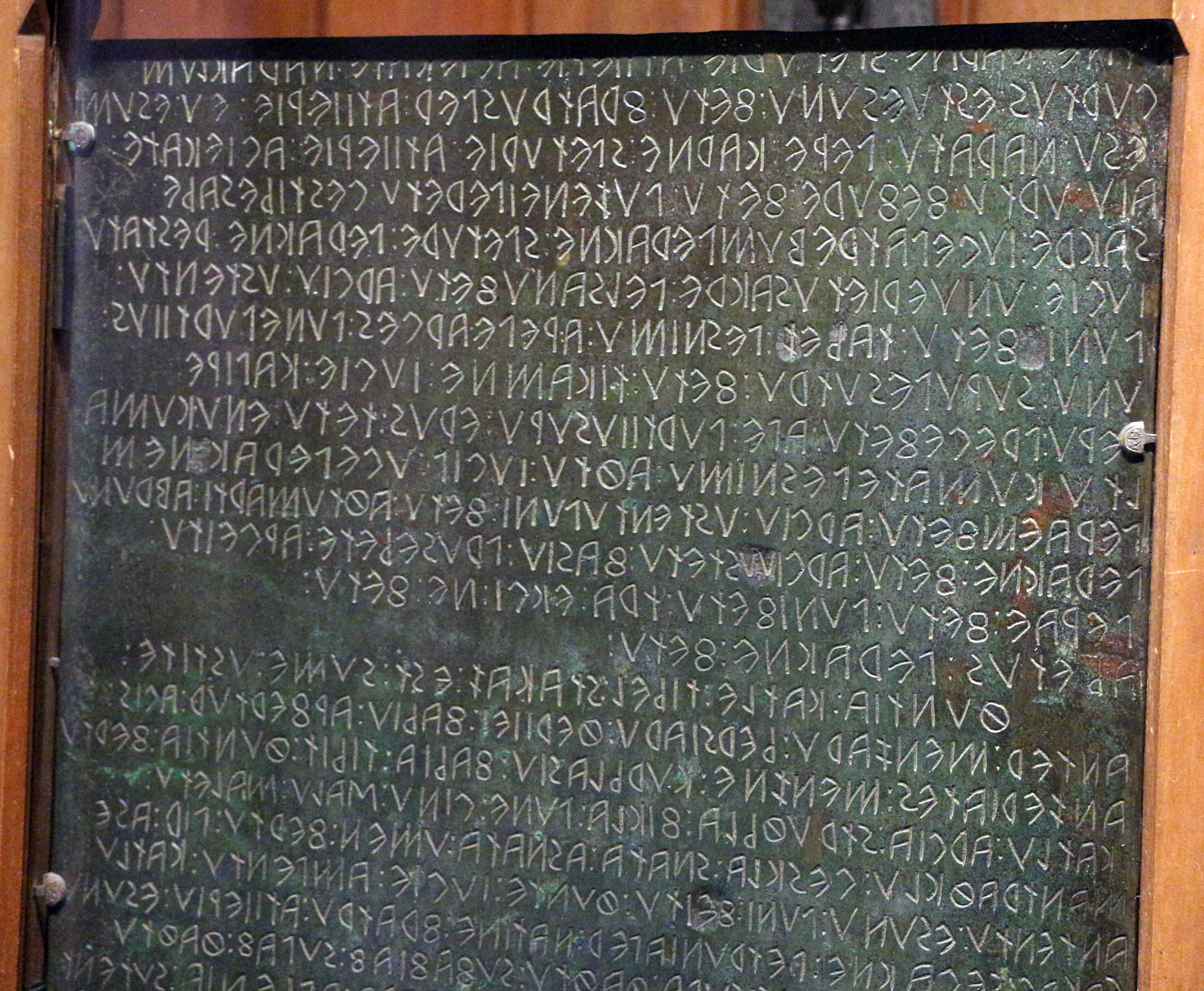
Muestra de escritura en una tabla eugubina.

El umbro es conocido principalmente por un conjunto de inscripciones, las llamadas tablas eugubinas (en latín Tabulæ Iguvinæ por Iguvium, la actual Gubbio), una especie de reglamento de una cofradía sacerdotal, del que se conservan siete tablas de las nueve que se encontraron, escritas en parte en un alfabeto nativo derivado del etrusco (datables hacia el 200 a. C.) y en parte en alfabeto latino (fechables probablemente hacia el I a. C.). Las tablas contienen inscripciones religiosas que conmemoran los actos, deberes y ritos de los hermanos Atiedis, un grupo de 12 sacerdotes de los dioses umbros, con importantes funciones municipales en la ciudad Eugubina. Las tablas contienen alrededor de 5000 palabras.
También se encontraron otras inscripciones breves en otras partes de Umbría.
A continuación se muestran dos ejemplos de las siete tablas eugubinas completas traducidas al latín y el español, para las tablas completas puede consultarse el artículo Tablas Eugubinas:
En las tablas I, II, III, IV, V escritas en alfabeto umbro la letra U representa las vocales (o, u) sin distinción al igual que las letras P, T, K que representarían fonemas (b, d, g) en la misma posición que el latín y otras posiciones evolucionadas. Las letras Ç y V representan los fonemas (s y w) respectivamente, la letra Ř un sonido en (rs) y Ś el fonema (ʃ). La pronunciación original de muchas palabras se reflejan en las tablas VI y VII escritas en alfabeto latino, aunque es posible que S simple también tuviera el fonema (ʃ) en ciertos casos ante -e, dado que el latín no tenía este fonema para representarlo en su alfabeto.

### Tabla I
| Umbro | Latín | Español |
| Este persklum aves anzeriates enetu pernaies pusnaes. Pre veres Treplanes Iuve krapuvi tre buf fetu arvia ustentu vatuva ferine feitu heris vinu heri puni ukriper Fisiu tutaper Ikuvina feitu sevum kutef pesnimu ařepes arves. | Iste sacrificium aves observatis inito anticis posticis. Prae introitum Trebulana Iove nobili tres boves facito arva ostendito lata farina facito vel vino vel pane pro ocre Fisio pro tota Iguvina facito omnem cautus precamini adipibus arvis. | Este sacrificio de aves observadas inicia, de adelante a atrás. Frente la entrada de Trebulana haz tres bueyes a Júpiter noble, ostenta cultivos, la vasta harina, haz vino o pan para el monte Fisio y toda Eugubina, haz todo cauto, reza los cultivos grasos. |
| Pus veres Treplanes tref sif kumiaf feitu trebe Iuvie ukriper Fisiu tutaper Ikuvina supa sumtu arvia ustentu puni fetu kutef persnimu ařepes arvies. | Post intoitum Trebulanam tres sues gumias facito trabe Iove pro ocre Fisio pro tota Iguvina viscera sumito arva ostendito pane facito cautus precamini adipibus arvis. | Después de la entrada de Trebulana haz tres cerdas preñadas para la traba de Júpiter, el monte Fisio y toda Eugubina, haz las entrañas sumidas, ostenta cultivos, haz pan, reza cauto los cultivos grasos. |
| Pre veres Tesenakes tre buf fetu Marte krapuvi fetu ukriper Fisiu tutaper Ikuvina arviu ustentu vatuva ferine fetu puni fetu kutef pesnimu ařepes arves. | Prae introitum Tessinacam tres boves facito Marte nobili facito pro ocre Fisio pro tota Iguvina arva ostendito lata farina facito pane facito cautus precamini adipibus arvis. | Frente la entrada de Tessinaca haz tres bueyes a Marte noble, para el monte Fisio y toda Eugubina, ostenta cultivos, haz la vasta harina, haz pan, reza cauto los cultivos grasos. |
| Pus veres Tesenakes tref buf feliuf fetu fisu Saçi ukriper Fisiu tutaper Ikuvina puni fetu supa sumtu arviu ustentu mefa vestiça ustentu fisu fetu ukriper Fisiu fetu kapiř purtitaf sakref etraf purtitaf etraf sakref tutaper Ikuvina kutef pesnimu ařepes arves. | Post introitum Tessinacam tres boves filios facito, fiso Sanco pro ocre Fisio, pro tota Iguvina pane facito, viscera sumito arva ostendito, mensam libamentum ostendito fiso facito pro ocre Fisio facito capides porrectas sacras, alteras porrectas, alteras sacras pro tota Iguvina cautus precamini adipibus arvis. | Después de la entrada de Tessinaca haz tres bueyes hijos a fiel Sanco para el monte Fisio, para toda Eugubina, haz pan, entrañas sumidas, ostenta cultivos, ostenta la mesa de libación fiel, haz para el monte Fisio, ofrece el cuenco sagrado, ofrece el otro sacrificio, otro sagrado para toda Eugubina, reza cauto los cultivos grasos. |
| Pre veres Vehiies tref buf kaleřuf fetu Vufiune krapuvi ukriper Fisiu tutaper Ikuvina vatuva ferine fetu heri vinu heri puni arviu ustentu kutef pesnimu ařepes arves. | Prae introitum Veiam tres boves calidus facito Libero nobili pro ocre Fisio, pro tota Iguvina lata farina facito, sive vino sive pane arva ostendito cautus precamini adipibus arvis. | Frente la entrada de Veia haz tres bueyes cálidos a Liber noble para el monte Fisio y toda Eugubina, haz la vasta harina, vino o pan, ostenta cultivos, reza cauto los cultivos grasos. |
| Pus veres Vehiies tref hapinaf fetu tefre Iuvie ukriper Fisiu tutaper Ikuvina puste asiane fetu zeřef fetu pelsana fetu arvia ustentu puni fetu taçez pesnimu ařiper arvis ape habina purtiius suřum pesuntru fetu esmik vestiçam preve fiktu tefri Iuvi fetu ukriper Fisiu tutaper Ikuvina testruku peři kapiře peřum feitu ape eřek purtiius enuk suřum pesuntrum feitu stafliiu esmik vestiça afiktu ukriper Fisiu tutaper Ikuvina feitu nertruku peři kapiře peřum feitu puni feitu ape suřuf purtitius enuk hapinaru erus tetu zeřef kumatu zeřef kumates pesnimu. | Post introitum Veiam tres agnas facito alimentario love pro ocre Fisio, pro tota Iguvina post asino facito, sedens facito, sepeliendas facito, arva ostendito, pane facito tacens precamini adipibus arvis atque agnas porrexeris, suillae exta facito, hoc libamentum privo figito alimentario love facito pro ocre Fisio, pro tota Iguvina, ad dextrum pedem capidi pedum facito atque id porrexeris, tunc suillae exta facito stabulum hoc libamentum infigito, pro ocre Fisio, pro tota Iguvina facito ad sinistrum pedem capidi pedum facito, pane facito atque suillus porrexeris, tunc agnarum eris dato, sedens commolito sedens commolitis precamini. | Después de la entrada de Veia haz tres corderos de Júpiter alimentario para el monte Fisio y toda Eugubina, después haz un asno, haz sentado sepultando, ostenta cultivos, haz pan, reza tácito los cultivos grasos y ofrecerás los corderos, haz las entrañas de cerdos, esta libación privada fija a Júpiter alimentario, haz para el monte Fisio y toda Eugubina, haz el pie derecho del cuenco de pies y lo ofrecerás, luego haz las entrañas de cerdos del establo, esta libación fija para el monte Fisio y toda Eugubina, haz el pie izquierdo del cuenco de pies, haz pan y ofrecerás el cerdo, luego da los corderos de los propietarios, sentado muele, reza sentado los molidos. |
| Vukukum Iuviu pune uvef furfas tref vitluf turuf Marte huřie fetu pupluper tutar Iiuvinar tutaper Ikuvina vatuva ferine fetu puni fetu arvia ustentu kutef pesnimu arves vukukum kureties tref vitluf turuf Çerfi feitu pupluper tutar Iiuvinar tutaper Iiuvina vatuva ferine fetu arvia ustentu tenzitim fikla ařveitu heris vinu heris puni feitu kutef persnimu ařipes arvis. | Lucum cum Iovem quando oves purgant tres vitulos tauros Marte hodie facito pro populo totius Iguvinae pro tota Iguvina lata farina facito pane facito arva ostendito cautus precamini arvis lucum cum curatis tres vitulos tauros Cereri facito pro populo totius Iguvinae pro tota Iguvina lata farina facito arva ostendito offae ficula advehito vel vino vel pane facito cautus precamini adipibus arvis. | El bosque con Júpiter cuando las ovejas purgan, haz tres toros pequeños a Marte hoy, para el pueblo de toda Eugubina, para toda Eugubina, haz la vasta harina, haz pan, ostenta cultivos, reza cauto los cultivos del bosque con el curado de tres toros pequeños de Ceres, haz para el pueblo de toda Eugubina para toda Eugubina, haz la vasta harina, ostenta cultivos, lleva trozos de higo, haz vino o pan, reza cauto los cultivos grasos. |
| Inuk ukar pihaz fust svepu esumek esunu anter vakaze vaçetume si avif azeriatu verufe Treplanu kuvertu restef esunu feitu. | Tunc ocris pians fuerit sive hoc sacrificium inter vacatio in vacatum sit avis observato in introitum Trebulanam convertito restes sacrificium facito. | Luego el monte purificante fuera, si este sacrificio entre las vacaciones sea vagado, observa las aves en la entrada de Trebulana, convierte los restos, haz el sacrificio. |
| Pune puplum aferum heries avef azeriatu etu pernaia pustnaiaf. Pune kuvurtus krenkatrum hatu enumek pir ahtimem ententu. Pune pir entelus ahtimem enumek steplatu parfam tesvam tefe tute Ikuvine, vapeřem avieklufe kumpfiatu via aviekla esunume etu prinuvatu etutu perkaf habetutu puniçale. | Quando populum afferare voles avis observatum ito antices postices. Quando converteris taeniam capito, tunc ignem ad actum intendito. Quando ignem intolleris ad actum, tunc stipulator parram prosperam tibi tota Iguvina, ad lapidem, aviculis confidito via avicula in sacrificium ito, duces eunto, perticas habento panicellis. | Cuando aferrar el pueblo, quieres la ave observada, ha ido de adelante a atrás. Cuando convertieras toma la cinta, el fuego luego al acto, entiende. Cuando levantaras el fuego al acto, luego estípula la lechuza próspera de ti, de toda Eugubina, la lápida, confía en las aves, la vía de las aves al sacrificio ido, los comandantes irán, ten las varas, panes. |
| Pune benes akeřuniamem enumek etuřstamu tuta Tařinate trifu Tařinate Turskum Naharkum numem Iapuzkum numem: 'sve pis habe purtatu ulu pue meřs est feitu ulu peře meřs est'. Pune prinuvatus staheren termnesku enumek 'ařmamu kateramu Ikuvinu' enumek apretu tures et pire. | Quando venies in Acedoniam, tunc exterminamini totam Tadinatem, tribum Tadinatem, Tuscum, Narcum nomen Iapudicum nomen: 'si quis habet portato illuc quo modus est, facito illo quid modus est'. Quando duces stabunt ad terminos, tunc 'ordinamini, citamini Iguvini', tunc ambito tauris et igne. | Cuando vienes a Acedonia, luego extermina toda Tadinate, las tribus de nombre Tadinate, Tusco, Narco, Iapodico, nombré: 'si quien tiene la portada de ello que modo es, haz ello que modo es'. Cuando los comandantes estaban a los términos, luego 'ordena, cita, Eugubina', luego el ámbito de toros y el fuego. |
| Pune amprefus persnimu, enumek etatu Ikuvinus triiuper amprehtu triiuper pesnimu triiuper etatu Ikuvinus enumek prinuvatus çimu etutu erahunt via çimu etutu prinuvatus. | Quando ambieris precamini, tunc itote, Iguvini, ter ambito, ter precamini, ter itote, Iguvini, tunc duces retro eunto eadem via retro eunto duces. | Cuando ambientarás, reza, luego irás a Eugubina, tres ámbitos, tres reza, tres idas a Eugubina, luego los comandantes irán atrás la misma vía, atrás irán los comandantes. |
| Funtlere trif apruf rufru ute peiu feitu Çerfe Marti vatuvu ferine feitu arviu ustentu puni feitu taçez pesnimu ařepes arves. | In Fontulis tris apros rubros aut piceos facito Cerere Martie, lata farina facito, arva ostendito, pane facito, tacens precamini adipibus arvis. | En Fontula haz tres jabalíes rojos u oscuros a Ceres de Marte, haz la vasta harina, ostenta cultivos, haz pan, reza tácito los cultivos grasos. |
| Rupinie tre purka rufra prestute Çerfie Çerfe ute peia feitu prestute Çerfie Çerfe Marties peřaia feitu arviu ustentu kapi sakra aitu vesklu vetu atru alfu puni feitu taçez pesnimu ařeper arves. | In Rubinia tres porcas rubras praestatae Cerere Cereri aut piceas facito praestatae Cerere Cereri Martii, isicium facito arva ostendito, capides sacras agito, vascula dividito atra alba, pane facito, tacens precamini adipibus arvis. | En Rubinia haz tres puercas rojas a Ceres prestada Ceres u oscuras a Ceres de Marte, haz filetes, ostenta cultivos, agita los cuencos sagrados, divide las vasijas en oscuras y blancas, haz pan, reza tácito los cultivos grasos. |
| Traf sahte tref vitlaf feitu tuse Çerfie Çerfe Marties peřaia feitu arviu ustentu puni fetu taçez pesnimu ařeper arves. | Trans sanctam tres vitulas facito terrea Cerere Cereri Martie, isicium facito, arva ostendito, pane facito, tacens precamini adipibus arvis. | Tras el santo haz tres becerras a Ceres terrenal y Ceres de Marte, haz filetes, ostenta cultivos, haz pan, reza tácito los cultivos grasos. |
| Pune purtinçus kařetu pufe apruf fakurent puze erus teřa. Ape erus teřust pustru kumpfiatu Rupiname erus teřa. Ene tra sahta kumpfiaia erus teřa enu Rupiname pustru kuvertu antakre kumate pesnimu enu kapi sakra aitu vesklu vetu, enu sahtame kuvertu antakre kumate pesnimu enu esunu purtitu fust. | Quando porrexeris calato ubi apros fecerint ut eris det, atque eris dederit, postero confidito in Rubiniam, eris det. Tunc trans sanctam confides eris det, tunc in Rubiniam postero convertito, integris commolitis precamini, tunc capides sacras agito, vascula dividito, tunc sanctam convertito, integris commolitis precamini, tunc sacrificium porrectum fuerit. | Cuando ofrecerás anuncia donde hicieron jabalí como a los propietarios di y diera lo posterior a los propietarios, confía en Rubinia da a los propietarios. Luego tras el santo confía da a los propietarios, luego en Rubinia lo posterior, convierte molidos integros, reza, luego agita los cuencos sagrados, divide la vasija, luego el santo convierte molidos integros, reza, luego el sacrificio fuera ofrecido. |
| Puspane tertiu puplu ateřafust iveka perakre tusetutu super kumne ařfertur prinuvatu tuf tusetutu hutra furu sehmeniar hatutu. | Postquam tertium populum lustraverit, iuvencae optimae terrento super comitio affertor, duces duos terrento, infra forum sementis habento. | Después el tercio del pueblo purificaría, los jóvenes mejores aterrorizen, del súper comité del aferrado dos comandantes aterrorizen, bajo el foro ten semillas. |
| Eaf iveka tre Akeřunie feitu tuse Iuvie arviu ustentu puni feitu peřaia feitu taçez pesnimu ařeper arves. Kvestretie usaie svesu Vuvçis Teteies Titis. | Eas iuvencas tres Acedoniae facito terreo love arva ostendito, pane facito, isicium facito, tacens precamini adipibus arvis. Quaestura usui suus Lucius Tetteius Titi. | Esas tres jóvenes de Acedonia haz a Júpiter terrenal, ostenta cultivos, haz pan, haz filetes, reza tácito los cultivos grasos. Lucio Tettio Tito su cuestura de uso. |

### Tabla VII
| Umbro | Latín | Español |
| Ponne poplo aferom heries auif aseriato etu. Sururont stiplatu puse ocrer pihaner. Sururont combfiatu eriront tuderus auif seritu ape angla combfianiust perca arsmatiam anouihimu. | Quando populum aferrare volet, avis observatum ito. Itidem stipulator ut ocris piandae. Itidem confidito iisdem finibus avis servato, atque angulis confidet, perticam ritualem induimini. | Cuando aferrar el pueblo quiere la ave observada se ha ido. Igualmente estipula como purificando el monte. Igualmente confía, el mismo fin sirve al ave y confie los ángulos induce la vara ritual. |
| Cringatro hatu destrame scapla anouihimu pir endendu. Ponne esonom ferar pufe pir entelust ere fertu poe perca arsmatiam habiest erihont aso destre onse fertu. | Taeniam capito, in dextram scapulam induimini, ignem intendito. Quando sacrificium feratur ubi ignem intollerit, is ferto qui perticam ritualem habebit, idem arsum dextro umero ferto. | Toma la cinta en la escápula derecha, induce el fuego entiende. Cuando el sacrificio se llevó, donde levantaras el fuego, lleva que vara ritual tiene, lo mismo ardido lleva en el hombro derecho. |
| Erucom prinuatur dur etuto perca ponisialer habituto ennom stiplatu parfa desua seso tote Iiouine. Sururont combfiatu uapefe auieclu neip amboltu prepa desua combfiani, ape desua combfiansiust uia auiecla esonome etuto com peracris sacris. | Cum eo duces duo eunto, perticas panicellis habento. Tum stipulator parram prosperam sibi, tota Iguvinae. Itidem confidito in lapidis, avicula nec ambulato priusquam prosperam confidiet, atque prosperam confidet, via avicula in sacrificium eunto cum optimis sacriis. | Con eso, dos comandantes irán, ten las varas, panes. Luego estipula así la lechuza próspera de toda Eugubina. Igual confía en la lápida, la ave ni ambule, antes confíe la próspera y confíe en la próspera, la vía de las aves al sacrificio irán con lo mejor sagrado. |
| Ape Acesoniame hebetafe benust enom termnuco stahituto poi percam arsmatia habiest eturstahmu eso eturstahmu. Pis est totar Tarsinater trifor Tarsinater Tuscer Naharcer Iabuscer nomner etu ehe esu poplu. Nosue ier ehe esu poplu 'sue pis habe esme pople portatu ulo pue mers est fetu ulu pirse mers est'. Trioper eheturstahamu ifont termnuco com prinuatir stahitu eno deitu: 'arsmahamo caterahamo Iouinur'. Eno com prinuatir peracris sacris ambretuto ape ambrefurent termnome benurent termnuco com prinuatir. | Atque in Acedoniam ad habitum venerit, tum ad terminum stanto qui perticam ritualem habebit, exterminamini quis est totam Tadinati tribus Tadinati Tuscam Narci Iapodici nominis ito ex sic populum. Nisi irer ex sic populum 'si quis habet in hoc populi portato illuc quo modus est facito illo quis quid modus est'. Ter exterminamini ibidem ad terminum cum duces stato tum dicito: 'ordinamini citamini Iguvina'. Tum cum duces optimis sacris ambiunto atque ambierint in terminum venerint ad terminum cum duces. | Y Acedonia vendría al hábito, luego al término esten que ten la vara ritual, extermina, quien es de toda Tadinate las tribus de nombre Tadinate Tusco Narco Iapodico han ido al pueblo por tanto. Si ni irá, por tanto desde el pueblo 'si quien tiene en este pueblo la portada de ello que modo es, haz ello que modo es'. Las tres extermina en el lugar del termino, está con los comandantes, luego di: 'ordena, cita Eugubina.' Luego con los mejores comandantes sagrados ambientaran y ambientaran en el término vendrán al término con los comandantes. |
| Eso persnimumo tasetur Serfe Martie prestota Serfia Serfer Martier tursa Serfia Serfer Martier totam Tarsinatem trifo Tarsinatem Tuscom Naharcom Iabuscom nome totar Tarsinater trifor Tarsinater Tuscer Naharcer Iabuscer nomner nerf nihit.. anhihitu. iouie hostatu anhostatu tursitu tremitu hondu holtu ninctu nepitu sonitu sauitu pre plotato pre uiclatu. | Sic precamini taciti Cereris Martii praestata Ceres terrea Ceres Cereris Martii totam Tadinatem tribum Tadinatem Tuscam Narcum Iapodicem, totius Tadinati tribus Tadinati Tuscam Narci Iapodici nominis, milites cinctus incinctus, iuvenes hastatos inhastatos terreto tremito fundum aboleto, ninguito nequito, sonato, sauciato, prae plaudito prae vinculato. | Por tanto reza tácito a Ceres de Marte, Ceres terrenal, Ceres de Marte a toda Tadinate las tribus de nombre Tadinate Tusco, Narco Iapodico, las tribus de nombre Tadinate Tusco, Narco Iapodico, los soldados ceñidos inceñidos, los jóvenes asteros, inasteros, aterroriza, tiembla, abole hasta el fondo, ningunea, incapacita, suena, hiere, antes aplaude, antes vincula. |
| Serfe Martie prestota Serfia Serfer Martier tursa Serfia Serfer Martier fututo foner pacer pase uestra pople totar Iiouina tote Iiouine ero nerus sihitir ansihitir iouies hostatir anostatir ero nomne erar nomne. | Cereris Martii, praestata Ceres Cereris Martii, terrea Ceres Cereris Martii, esto bonae propitii pace vestra populo totius Iguvinae, tota Iguvina, eorum ducibus cinctis incinctis, iuvenibus hastatis inhastatis, eorum nomini, eius nomini. | Ceres prestada, Ceres de Marte, Ceres terrenal, Ceres de Marte sé buena propicia vuestra paz al pueblo de toda Eugubina, a toda Eugubina esos comandantes ceñidos inceñidos jóvenes asteros, inasteros, esos nombres. |
| Ape este dersicurent eno 'deitu etato Iiouinar' porse perca arsmatia habiest. Ape este dersicust duti ambretuto euront, ape termnome couortuso sururont persnimumo. | Atque iste dixerint, tum dicito ‘itatote Iguvini' qui perticam ritualem habebit atque iste dixerit, iterum ambiunto iidem, atque ad terminum converterit itidem precamini. | Y esto dijieran, luego di 'ha ido Eugubina' que ten la vara ritual y este dijiera de nuevo, ambientaran lo mismo y al termino convertiera lo mismo, reza. |
| Sururont deitu etaians deitu. Enom tertim ambretuto ape termnome benuso sururont pesnimumo sururont deitu etaias. Eno prinuatur simo etuto erafont uia pora benuso. | Itidem dicito, ut eant dicito. Tum tertium ambiunto, atque ad terminum ventum, itidem precamini, itidem dicito ut eant. Tum duces retro eunto eadem via, qua ventum. | Igual di como irán di. Luego ambientaran el tercio y al termino de los venidos, lo mismo reza, lo mismo di como irán. Luego los comandantes irán atrás igual que la vía de los venidos. |
| Sururont pesnimumo sururont deitu etaias eno prinuatur simo etuto erafont uia pora benuso. Fondlire abrof trif fetu heriei rofu heriei peiu Serfe Martie feitu popluper totar Iiouinar totaper Iiouina uatuo ferine feitu poni fetu aruio fetu tases persnimu prosesetir mefa spefa ficla arsueitu. Suront naratu puse uerisco Treblanir, ape traha sahata combfiansust enom erus dirstu. Rubine porca trif rofa ote peia fetu prestote Serfie Serfer Martier popluper totar Iiouinar totaper Iiouina persaia fetu poni fetu aruio fetu. | Itidem precamini, itidem dicito eant. Tum duces retro eunto eadem via, qua ventum. In Fontulis apros tris facito vel rubros vel piceos Cereris Martii facito pro populo totius Iguvinae pro tota Iguvina, lata farina facito, pane facito, arva facito, tacens precamini prosectis mensam sparsam, ficulam advehito. Item narrato ut ad introitum Trebulanam atque trans sanctam confidet, tum eris dato. In Rubinia porcas tris rubras aut piceas facito praestata Cerere Cereris Martii pro populo totius Iguvinae, pro tota Iguvina, isicium facito, pane facito, arva facito. | Igualmente reza, igualmente di irán. Luego los comandantes irán atrás igual a la vía de los venidos. En Fontula haz tres jabalíes rojos u oscuros a Ceres de Marte haz para el pueblo de toda Eugubina para toda Eugubina, haz la vasta harina, haz pan, haz cultivos, reza tácito los trozos de la mesa esparcida, lleva higo. Igual que a la entrada de Trebulana y tras el santo confie luego da a los propietarios. En Rubinia haz tres puercas rojas u oscuras a Ceres prestada Ceres de Marte para el pueblo de toda Eugubina para toda Eugubina, haz filetes, haz pan, haz cultivos. |
| Suront naratu puse pre uerir Treblanir tases persnimu prosesetir strusla ficla arsueitu, ape supo postro pepescus enom pesclu ruseme uesticatu prestote Serfie Serfer Martier popluper totar Iouinar totaper Iouina. Enom uesclir adrir ruseme eso persnihimu prestota Serfia Serfer Martier tiom esir uesclir adrir popluper totar Iiouinar totaper Iiouina erer nomneper erar nomneper. Prestota Serfia Serfer Martier preuendu uia ecla atero tote Tarsinate trifo Tarsinate Tursce Naharce Iabusce nomne totar Tarsinater trifor Tarsinater Tuscer Naharcer Iabuscer nomner nerus sitir ansihitir iouies hostatir anostatir ero nomne.                                         | Item narrato ut prae introitum Trebulanam, tacens precamini, prosectis struem, ficulam advehito atque sub postero pepercerit, tum precatione in russum libamentum praestata Cerere Cereris Martii pro populo tota Iguvinae, pro tota Iguvina. Tum vasculis atris in russum sic precamini praestata Ceres Cereris Martii, te his vasculis atris pro populo totius Iguvinae, pro tota Iguvina, pro eius nomine, pro ei nomine. Praestata Ceres Cereri Martii advertito via cuncta atrocem totae Tadinati, tribus Tadinati, Tusco Narco Iapudico nomini, tota Tadinatis, tribus Tadinatis, Tusci, Narci, Iapudici nominis ducibus cinctis incinctis, iuvenibus hastatis inhastatis, eorum nomini.                              | Narra igual como la entrada de Trebulana, reza tácito los trozos, lleva la pila de higo y bajo lo posterior pide luego la oración roja de libación de Ceres prestada para el pueblo de toda Eugubina, para toda Eugubina. Luego la vasija oscura, en la roja por tanto reza a Ceres prestada aquí tu vasija oscura para el pueblo de toda Eugubina, para toda Eugubina, para el nombre de él. Ceres prestada Ceres de Marte advierta la vía muy atroz de toda Tadinate, las tribus de nombre Tadinate, Tusco, Narco, Iapodico, todas las tribus de nombre Tadinate, Tusco, Narco, Iapodico, los comandantes ceñidos, inceñidos los jóvenes asteros inasteros esos nombres.                                                 |
| Prestota Serfia Serfer Martier futu fons pacer pase tua pople totar Iiouinar tote Iiouine erom nomne erar nomne erar nerus sihitir ansihitir iouies hostatir anostatir. Prestota Serfia Serfer Martier saluom seritu poplom totar Iiouinar salua seritu totam Iiouinam. Prestota Serfia Serfer Martier saluo seritu popler totar Iiouinar totar Iiouinar nome nerf arsmo uiro pequo castruo frif salua seritu futu fons pacer pase tua pople totar Iiouina tote Iiouine erer nomne erar nomne. Prestota Serfia Serfer Martier tiom esir uesclir adrer popluper totar Iiouinar totaper Iouina erer nomneper erar nomneper.                                                          | Praestata Ceres Cereris Martii, esto bona propitia pace tua populo tota Iguvinae, tota Iguvinae, eorum nomini, eius nomini eius militibus cinctis incinctis, iuvenibus hastatis inhastatis. Praestata Ceres Cereris Marti, salvum servato populo totius Iguvinae, salvam servato totam Iguvinam, milites, ritus, viros, pecua, castra, fruges, esto bona propitius pace tua populo tota Iguvina tota Iguvinae eius nomini ei nomini. Praestata Ceres Cereris Martii, salvum servato populo totius Iguvinae, tota Iguvina. Praestata Ceres Cereris Martii te his vasculis atris pro populo tota Iguvinae, pro tota Iguvina, pro eius nomini pro ei nomini.                                                                   | Ceres prestada, Ceres de Marte sé buena propicia tu paz al pueblo de toda Eugubina a toda Eugubina, esos nombres de soldados ceñidos inceñidos, jóvenes asteros inasteros. Ceres prestada, Ceres de Marte a salvo sirve al pueblo de toda Eugubina, a toda Eugubina a soldados, ritos, varones, ganado, castillos, frutos, sé buena propicia tu paz al pueblo de toda Eugubina, toda Eugubina, en nombre de él. Ceres prestada, Ceres de Marte a salvo sirve al pueblo de toda Eugubina a toda Eugubina. Ceres prestada, Ceres de Marte aquí tu vasija oscura para el pueblo de toda Eugubina, para toda Eugubina, para el nombre de él.                                                                                   |
| Prestota Serfia Serfer Martier tiom subocauu prestotar Serfia Serfer Martier foner frite tiom subocauu. Ennom persclu eso deitu prestota Serfia Serfer Martier tiom isir uesclir adrir tiom plener popluper totar Iiouinar totaper Iiouina erer nomneper erar nomneper. Prestota Serfia Serfer Martier tiom subocauu prestotar Serfiar Serfer Martier foner frite tiom subocauu. | Praestata Ceres Cereris Martii te invoco praestata Ceres Cereris Martii bona freta te invoco. Tum precatione sic dicito praestata Ceres Cerere Martii te his vasculis atris te plenis pro populo totius Iguvinae pro tota Iguvina pro eius nomini pro ei nomini. Praestata Ceres Cereris Martii te invoco praestata Ceres Cereris Martii bona freta te invoco. | Ceres prestada Ceres de Marte te invoco Ceres prestada Ceres de Marte buena confiando te invoco. Luego la oración por tanto di Ceres prestada Ceres de Marte aquí tu vasija oscura tu plena para el pueblo de toda Eugubina, para toda Eugubina, para el nombre de él. Ceres prestada Ceres de Marte te invoco Ceres prestada Ceres de Marte buena confiando te invoco. |
| Enom uesticatu ahtripursatu enom ruseme persclu uesticatu prestote Serfie Serfer Martier popluper totar Iiouinar totaper Iouina ennom uesclir alfir persnimu superne adro trahuorfi endendu eso persnimu prestota Serfia Serfer Martier tiom esir uesclir alfir popluper totar Iiouinar totaper Iiouina erer nomneper erar nomneper. | Tum libato tripudiato tum in russum precatione libato praestata Cerere Cereris Martii pro populo totius Iguvinae pro tota Iguvina tum vasculis albis precamini superno atra transverse intendito sic precamini praestata Ceres Cereris Martii te his vasculis albis pro populum tota Iguvinae pro eius nomini pro ei nomini. | Luego consagra, baila, luego en la oración roja consagra a Ceres prestada, Ceres de Marte para el pueblo de toda Eugubina para toda Eugubina luego la vasija blanca, reza la superior oscura del transverso, entiende por tanto reza a Ceres prestada, Ceres de Marte aquí tu vasija blanca para el pueblo de toda Eugubina para el nombre de él. |
| Prestota Serfia Serfer Martier ahauendu uia ecla atero popler totar Iiouinar tote Iiouine totar Iouinar nerus sihitir ansihitir iouies hostatir anhostatir ero nomne erar nomne. Prestota Serfia Serfer Martier saluom seritu pople totar Iiouinar salua seritu totam Iiouinam. Prestota Serfia Serfer Martier saluom seritu popler totar Iiouinar totar Iiouinar nome nerf arsmo uiro pequo castruo frif salua seritu futu fons pacer pase tua pople totar Iiouinar tote iiouine erer nomne erar nomne. Prestota Serfia Serfer Martier tiom esir uesclir alfer popluper totar Iiouinar totaper iiouina erer nomneper erar nomneper. Prestota Serfia Serfer Martier tiom subocauu. | Praestata Ceres Cereris Martii, advertito via cuncta atrocem populi totius Iguvinae, tota Iguvina, militibus cinctis incinctis, iuvenibus hastatis inhastatis, eorum nomini, eius nomini. Praestata Ceres Cereri Martie, salvum servato populo totius Iguvina, salvam servato totam Iguvinam. Praestata Ceres Cereris Martii, salvum servato populi totius Iguvina, tota Iguvina nomen, milites, ritus, viros, pecua, castra, fruges salvam servato, esto bona propitia pace tua populo totius Iguvinae, tota Iguvina, eius nomini, ei nomini. Praestata Ceres Cereris Martii, te his vasculis albis pro populo totis Iguvinae, pro tota Iguvina, pro eius nomine, pro ei nomine. Praestata Ceres Cereris Martie te invoco. | Ceres prestada Ceres de Marte advierta la vía muy atroz del pueblo de toda Eugubina, de toda Eugubina, soldados ceñidos inceñidos, jóvenes asteros inasteros esos nombres. Ceres prestada Ceres de Marte a salvo sirve al pueblo de toda Eugubina, a salvo sirve a toda Eugubina. Ceres prestada Ceres de Marte a salvo sirve en nombre del pueblo de toda Eugubina, de toda Eugubina, los soldados, ritos, varones, ganado, castillos, frutos, sé buena propicia tu paz al pueblo de toda Eugubina, a toda Eugubina, en nombre de él. Ceres prestada, Ceres de Marte aquí tu vasija blanca, tu plena para el pueblo de toda Eugubina, para toda Eugubina, para el nombre de él. Ceres prestada, Ceres de Marte te invoco. |
| Prestotar Serfiar Serfer Martier foner frite tiom subocauu. Ennom persclu eso persnimu, prestota Serfia Serfer Martier tiom isir uesclir alfer tiom plener popluper totar Iiouinar totaper Iiouina erer nomneper erar nomneper. Prestota Serfia Serfer Martier tiom subocauu prestotar Serfiar Serfer Martier foner frite tiom subocauu. | Praestata Ceres Cereris Martii, te invoco, praestata Ceres Cereris Martii bona freta te invoco. Tum precatione sic precamini, praestata Ceres Cereris Martii, te his vasculis albis, te plenis pro populo totius Iguvinae, pro tota Iguvina, pro eius nomine ei nomine. Praestata Ceres Cereris Martii, te invoco, praestata Ceres Cereris Martii bona freta te invoco. | Ceres prestada Ceres de Marte te invoco Ceres prestada Ceres de Marte buena confiando te invoco. Luego en la oración por tanto reza a Ceres prestada, Ceres de Marte aquí tu vasija blanca, tu plena para el pueblo de toda Eugubina, para toda tu Eugubina, para el nombre de él. Ceres prestada Ceres de Marte te invoco Ceres prestada Ceres de Marte buena confiando te invoco. |
| Enom uesticatu ahtripursatu uestisa et mefa spefa scalsie conegos fetu fisoui Sansii popluper totar Iiouinar totaper Iiouina. Suront naratu puse post uerir Tesonocir uestisiar erus ditu. Enom uestisia mefa spefa sopa purome efurfatu subra spahamu, traf sahatam etu ape traha sahatam couortus ennom comoltu comatir persnihimu capif sacra aitu. | Tum libato, tripudiato libamentum et mensam sparsam in calice genu nixus facito fiso Sanco pro populo tota Iguvinae, pro tota Iguvina. Item narrato ut post introitum Tesenacam, libamenti eris dato. Tum libamentum mensam sparsam viscera, ignem expurgato supra spuma, trans sanctam ito atque trans sanctam converterit, tum commolito commolitis precamini, capides sacras agito. | Luego consagra, baila, la libación y haz la mesa esparcida, el cáliz arrodillado externamente al fiel Sanco para el pueblo de toda Eugubina para toda Eugubina. Narra igual como después de la entrada de Tesenaca, da la libación a los propietarios. Luego la mesa de libación esparcida, las entrañas, purga el fuego sobre la espuma tras el santo ido y tras el santo convierte, luego muele reza los molidos, los cuencos sagrados agita. |
| Trahaf sahate uitla trif fetu turse Serfie Serfer Martier popluper totar Iiouinar totaper Iiouina persaea fetu poni fetu aruio fetu tases persnimu prosesetir strusla ficlam arsueitu. Suront naratu puse uerisco Treblaneir ape purdinsiust carsitu pufe abrons facurent puse erus ders, ape erus dirsust postro combifiatu Rubiname erus dersa. Enom traha sahatam combifiatu erus dersa enom Rubiname postro couertu comoltu comatir persnimu et capif sacra aitu. | Trans sanctam tris vitulas facito terrea Cerere Cereris Martii pro populo totius Iguvinae pedes facito, pane facito, arva facito, tacens precamini struis ficulam advehito. Item narrato ut in introitum Trebulana atque porrexeris calato ubi apros fecerint ut eris det, atque eris dederit, postero confidito in Rubiniam, eris det. Tum trans sanctam confidito eris det, tum Rubinia postero convertito commolito commolitis precamini et capides sacras agito. | Tras el santo haz tres becerras a Ceres terrenal, Ceres de Marte para pueblo de toda Eugubina, haz los pies, haz pan, haz cultivos, reza tácito, lleva la pila de higo. Narra igual como en la entrada de Trebulana y ofrecerás, anuncia donde hicieron jabalí como a los propietarios di y diera lo posterior a los propietarios, confía en Rubinia, da a los propietarios. Luego tras el santo confía da a los propietarios, luego de Rubinia convierte lo posterior, muele reza los molidos y los cuencos sagrados agita. |
| Enom traha sahatam couertu comoltu comatir persnihimu. Enom purditom fust pospane tertio poplo andirsafust porse perca arsmatia habiest prinuatur dur et tefruto tursar eso tasetur persnihimumo tursa Iouia totam Tarsinatem trifo Tarsinatem Tuscom Naharcom Iapusco nome totar Tarsinater trifor Tarsinater Tuscer Naharcer Iapuscer nomner nerf sihitu ansihitu iouie hostatu anostatu tursitu tremitu hondu holtu ninctu nepitu sunitu sauitu pre plohotatu pre uiclatu. | Tum trans sanctam convertito, commolito, commolitis precamini. Tum porrectum fuerit postquam tertium populum lustraverit, qui perticam ritualem habebit duces duos et alimenta, terreus sic taciti precamini terreus Iovis, totam Tadinatem, tribum Tadinatem, Tuscum Narcum Iapudicum nomen, totius Tadinatis, tribus Tadinatis, Tusci Narci Iapudici nominis milites cinctos incinctos, iuvenes hastatos inhastatos terreto tremito, fondum aboleto, ninguito nequito, sonato, sauciato, prae plaudito prae vinculato. | Luego tras el santo convierte, muele molidos, reza. Luego fuera ofrecido, después del tercio que el pueblo purifique ten la vara ritual, los dos comandantes los alimentos terrenales, por tanto reza tácito a Júpiter terrenal toda Tadinate, las tribus de nombre Tadinate Tusco, Narco, Iapodico, toda Tadinate, las tribus de nombre Tadinate Tusco, Narco, Iapodico, los soldados ceñidos inceñidos, los jóvenes asteros, inasteros, aterroriza, tiembla, abole hasta el fondo, ningunea, incapacita, suena, hiere, antes aplaude, antes vincula. |
| Tursa Iouia futu fons pacer pase tua pople totar Iouinar tote Iouine erar nerus sihitir ansihitir iouies hostatir anhostatir erom nomne erar nomne. Este trioper deitu enom iuenga peracrio tursituto porse perca arsmatia habiest et prinuatur. | Terreus Iovis esto bonus propitii pace tua populo tota Iguvinae, tota Iguvina, eorum militibus cinctis incinctis, iuvenibus hastatis inhastatis, eorum nomini, eius nomini. Iste ter dicito tum iuvencae optimae terrento quod perticam ritualem habebit et duces. | Júpiter terrenal sé bueno propicia tu paz al pueblo de toda Eugubina, toda Eugubina esos soldados ceñidos, inceñidos, los jóvenes asteros, inasteros, esos nombres. Este tres di luego jóvenes mejores aterrorizen, que ten la vara ritual y los comandantes. |
| Hondra furo sehemeniar hatuto totar pisi heriest pafe trif promom haburent eaf Acersoniem fetu turse Iouie popluper totar Iiouinar totaper Iouina suront naratu pose uerisco Treblanir aruio fetu persaea fetu strusla ficla prosesetir arsueitu tases persnimu puni fetu. | Infra forum sementis habento toti quis volet quas tris primum habuerint, eas in Aquilonia facito terreus lovis pro populo tota Iguvinae, pro tota lguvina, item narrato ut ad introitum Trebulanam arva facito, isicium facito struis ficulam prosectis advehito tacens precamini pane facito. | Bajo el foro ten todas las semillas, quien quiere a quienes de los tres primeros que hubieran en Aquilonia, esos haz, Júpiter terrenal para el pueblo de toda Eugubina, además narra como en la entrada de Trebulana, haz cultivos, haz filetes, haz la pila de higo, lleva los trozos, reza tácito, haz pan. |
| Pisi pacupei fratrexs fratrus Atiersier fust erec sueso fratrecate portaia seuacne fratrom Atiersio desenduf pifi reper fratreca pars est erom ehiato punne iuengar tursiandu hertei appei arfertur Atiersir poplom antersafust. Sue neip portust issoc pusei subra screhto est fratreci motar sins assif. | Quis quandoque magistratus fratribus Atiediis fuerit is suo magistratu portet hostias fratrum Atiediorum duodecim, quas pro re magistratus pars est esse emissas, quando iuvencae terrentur oportet, atque affertor Atiedius populum lustraverit. Si nec portaverit ita, quasi supra scriptum est, magistratui multae sint asses. | Quien en todo caso fuera el magistrado de los hermanos Atiedis, su magistrado porte ofrendas de los hermanos Atiedis, duodécimas, que para asuntos del magistrado parte es ser enviado cuando los jóvenes aterrorizan requiere y el aferrado Atiedi purifique el pueblo. Si ni portara así, casi sobre lo que es escrito, el magistrado será multado en ases. |